# Cap-au-Renard
Cap-au-Renard est un village de l'Est du Québec sur la rive nord de la péninsule gaspésienne. Il fait maintenant partie de la municipalité de La Martre.

### Source en ligne
- Commission de toponymie du Québec